# Gina (Film, 2024)
Gina (Arbeitstitel Full House) ist ein österreichischer Spielfilm aus dem Jahr 2024 von Ulrike Kofler mit Emma Lotta Simmer, Marie-Luise Stockinger und Gerti Drassl. Premiere war am 3. Juli 2024 am Filmfest München im Wettbewerb CineVision. Der österreichische Kinostart ist für den 29. November 2024 vorgesehen.

## Handlung
Gina ist ein neunjähriges Mädchen, das sich eine richtige Familie wünscht. Ihre junge Mutter Gitte ist als Alleinerziehende von drei Kindern überfordert und erwartet mittlerweile das vierte Kind.
Gina will sich allerdings nicht damit abfinden, dass ihr Schicksal vorbestimmt und nur davon abhängig ist, wo man hineingeboren wird und kämpft um den Ausbruch aus einer Armutsspirale.

## Produktion und Hintergrund
Die Dreharbeiten fanden unter dem Arbeitstitel Full House vom 19. September bis zum 11. November 2022 in Wien und Niederösterreich statt.
Produziert wurde der Film von der Film AG Produktions GmbH, der früheren Novotny & Novotny von Franz Novotny, und den Produzenten Alexander Glehr und Johanna Scherz. Unterstützt wurde der Film vom Österreichischen Filminstitut, von Filmstandort Austria (FISA), vom Filmfonds Wien sowie dem Land Niederösterreich, beteiligt war der Österreichische Rundfunk.
Die Kamera führte Robert Oberrainer, die Montage verantwortete Bettina Böhler und das Casting Rita Waszilovics. Den Ton gestalteten Claus Benischke-Lang, Karim Weth und Laurenz Öllinger, das Kostümbild Monika Buttinger, das Szenenbild Gerald Freimuth und die Maske Birgit Beranek. Der Soundtrack stammt von der österreichischen Band Wallners.
Die Titelrolle wurde von Emma Lotta Simmer, der Tochter des Superintendenten in Niederösterreich Michael Simmer, verkörpert.

## Rezeption
Katrin Nussmayr bezeichnete den Film in der österreichischen Tageszeitung Die Presse als sensibles Porträt einer desolaten Familie. Das Ergebnis sei in vielen Momenten berührend, in einigen erschütternd. Dabei suhle sich der Film nie im sozialen Elend, im Gegenteil seien manche Bilder nachgerade idyllisch. Vor allem Emma Lotta Simmer, die Gina mit schlauem Blick und hintergründiger Miene spiele, beweise sich als überzeugende Kinderdarstellerin.

## Auszeichnungen
- 2019: Förderpreis des Carl-Mayer-Drehbuchpreises für Full House[12]
- 2024: Publikumspreis des Festivals Univerciné Nantes Allemand[13]
- 2025: Diagonale: Auszeichnung mit dem Schauspielpreis (Marie Luise Stockinger)[14][15]
- 2025: Österreichischer Filmpreis 2025
  - Nominierung in der Kategorie Beste weibliche Darstellerin (Marie-Luise Stockinger)[16]
  - Auszeichnung in der Kategorie Beste weibliche Nebenrolle (Gerti Drassl)[17]
  - Nominierung in der Kategorie Beste Maske (Birgit Beranek)